# 인도차이나 파견군
인도차이나 파견군(印度支那派遣軍 인도시나하켄군[*])은 일본 제국 육군의 일본 제국의 프랑스령 인도차이나 침공을 위한 애드혹 파견군이다.

## 역사
1940년 9월 5일에 남지나 방면군에서 일부 부대를 차출하여 9월 7일에 편성하였다.
비시 프랑스의 프랑스령 인도차이나에 침공할 때, 남지나 방면군의 제5사단과 공동작전을 하도록 계획되었고, 인도차이나 파견군은 북부 인도차이나 지역을 맡았다.
9월 22일, 제5사단이 국경을 넘어 랑손에서 철로를 막으므로서 첫 전투가 시작되었다. 비시 프랑스는 다음날 9월 23일에 반발하여 대응을 시작하였으나, 해군 제5항공전대 소속 히류와 하이난섬의 기지항공대의 지원을 받은 인도차이나 파견군이 통킹만의 하이퐁으로 진군하였다. 이어서 9월 26일 낮에 하노이를 점령하였다.
임무를 끝낸 인도차이나 파견군은 이듬해 1941년 7월 5일에 재향하여, 독립혼성 제21여단으로 재편성되었다.

## 조직 구조

### 지휘부
- 사령관: 소장 니시무라 다쿠마; 1940년 9월 7일 ~ 1941년 7월 5일
- 참모장: 대좌 조 이사무; 1940년 9월 7일 ~ 1941년 7월 5일
- 고급참모: 대좌 고이케 료지; 1940년 9월 7일 ~ 1941년 7월 5일
- 참모: 소좌 오바나 요시마사; 1940년 9월 7일 ~ 1941년 7월 5일

### 편성
- 인도차이나 파견보병단, 소장 사쿠라다 다케시
- 근위보병 제2연대, 대령 오소노에 구니오
- 인도차이나 파견전차대
- 인도차이나 파견고사포대
- 인도차이나 파견통신대, 소좌 기요미즈 다케오
- 인도차이나 파견자동차대
- 인도차이나 파견야전병원, 군의소좌 오구치 와타

## 참고 자료
- Madej, Victor (1981). 《Japanese Armed Forces Order of Battle, 1937-1945》 (영어). Game Publishing Company. ASIN B000L4CYWW.
- 秦郁彦 (2005년 8월 1일). 《日本陸海軍総合事典》 (일본어) 2판. 도쿄 대학 출판회. ISBN 4130301357.
- 外山操; 森松俊夫編著 (1987). 《帝国陸軍編制総覧》 (일본어). 芙蓉書房出版.